# 巨粗尾鱈
巨粗尾鱈，為輻鰭魚綱鱈形目鼠尾鱈科的其中一種。分布於西太平洋澳洲及紐西蘭海域，屬深海底棲魚類，棲息深度在436-1240公尺，體長可達47.8公分，棲息在大陸坡底層水域，生活習性不明。

## 扩展阅读
維基物種上的相關：巨粗尾鱈